# Chiara e Serafina

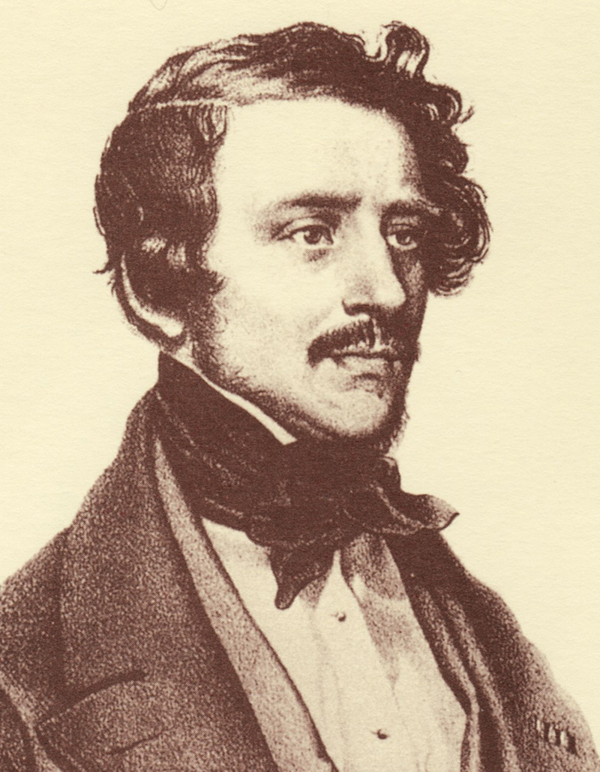
Gaetano Donizetti.

Chiara e Serafina, o I pirati (Chiara och Serafina, eller Piraterna) är en opera semiseria i två akter med musik av Gaetano Donizetti och libretto av Felice Romani, byggd på melodramat La cisterne av René Charles Guilbert de Pixérécourt. Donizettis första opera för La Scala hade premiär den 26 oktober 1822 men blev ingen succé. Donizetti fick ingen möjlighet att komponera för La Scala förrän Ugo, conte di Parigi nästan ett decennium senare.

## Historia
Beställningen av Chiara e Serafina kom kort tid efter succén med La lettera anonima i Neapel. La Scala parade samman Donizetti med Felice Romani, tidens mest ansedde librettist i Italien. Romani var en individualist som var notoriskt ryktbar för att inte leverera sina verk i tid. Så även denna gång; han utlovade ett libretto inom sju veckor, men tre veckor före premiären hade han inte lyckats åstadkomma mer än en akt. Följaktligen var Donizetti tvungen att komponera operan på två veckor. Efter ytterligare två veckors repetitionstid hade operan premiär, men publiken var inte imponerad. Tolv föreställningar var inbokade varpå operan försvann utan ett spår. Inga fler föreställningar är kända. En annan bidragande orsak till operans bristande popularitet, förutom tidsbristen den var komponerade under, var ett stort landsförräderimål i Milano vilket höll publiken borta från teatrarna.
Donizetti verkade ha räknat med ett eventuellt fiasko. Han skrev till sin gamle lärare Simone Mayr: "Jag föreslår att du medtar ett Requiem till föreställningen, för jag kommer att slaktas varpå begravningen kan förrättas."

## Personer
| Roller                                                                        | Stämma                       | Rollbesättning vid premiären 26 oktober 1822 |
| ----------------------------------------------------------------------------- | ---------------------------- | -------------------------------------------- |
| Chiara                                                                        | sopran                       | Isabella Fabbrica                            |
| Serafina                                                                      | mezzosopran                  | Rosa Morandi                                 |
| Don Ramiro, son till Menorcas podestà, förälskad i Serafina                   | tenor                        | Savino Monelli                               |
| Picaro, Don Fernandos forne tjänare, numera pirat                             | baryton eller basso cantante | Antonio Tamburini                            |
| Lisetta, Sancios och Agneses dotter                                           | kontraalt eller sopran       | Maria Gioja-Tamburini                        |
| Agnese, väktare av Belmontes slott                                            | mezzosopran                  | Carolina Sivelli                             |
| Don Meschino, välbärgad borgare i Belmonte, förälskad i Lisetta               | talroll                      | Nicola de Grecis                             |
| Don Fernando, Serafinas lärare, Don Alvaros falske vän                        | tenor                        | Carlo Poggiali (möjligen Poggioli?)          |
| Don Alvaro, skeppskapten, fängslad i Algeriet, fader till Chiara och Serafina | talroll eller bas            | Carlo Pizzochero                             |
| Gennaro, piratkapten                                                          | talroll                      | Carlo Poggiali                               |
| Spalatro, piratkapten                                                         | talroll                      | Carlo Dona                                   |
| Kör av bönder, pirater och vakter                                             |                              |                                              |

## Handling
Operan utspelas i Spanien under 1600-talet.

### Akt I
Don Alvaro, fader till Chiara och Serafina, är en sjökapten som har tillfångatagits av pirater under en seglats med Chiara från Cadiz till Mallorca; i över tio år har han nu varit slag. Don Fernando är hans fiende och har i hemlighet ordnat så att hans försvinnande ter sig som landsförräderi för vilket han har dömts i sin frånvaro. Don Fernando har utnämnt sig till Serafinas skyddsling och hon har vuxit upp till en attraktiv kvinna. Han planerar att gifta sig med henne på grund av hennes förmögenhet. Men Serafina älskar Don Ramiro, vars fader är borgmästare på Menorca. Han ber Don Fernando om hennes hand. Don Fernando, oförmögen att lagligt avslå erbjudandet, måste komma på ett skäl. 
Don Meschino är förälskad i Agneses dotter Lisetta och önskar gifta sig henne. Hon vägrar men just då drar en storm upp under vilken Don Alvaro och Chiara uppenbarar sig. De ber Agnese och Lisetta om undsättning utan att avslöja sina rätta identiteter. Samma natt uppenbarar sig Don Fernandos forne tjänare Picaro, till synes sökandes efter arbete. Don Fernando erbjuder honom en belöning om han kan förhindra Serafinas bröllop. Picaro klär ut sig till Don Alvaro och presenterar sig för de älskade. Serafina som tror att fadern är återfunnen övertalas att skjuta upp bröllopet. Chiara anländer utklädd till tiggare, men känns inte igen av sin syster. Hon och den riktige Don Alvaro förvirrar Picaro, som först ångrar sig och lovar assistans, men som sedan flyr.

### Akt II
I jakten på sin ledare stormar piraterna slottet och tillfångatar Don Meschino, Lisetta, och Chiara. Picaro gör entré i sin rätta gestalt och friger fångarna. Systrarna förenas och Don Ramiro svär evig kärlek till Serafina. Alla tror att Chiara har flytt med piraterna men hon återvänder med Picaro.